# Sesam
Sesam byla síť diskontních prodejen nejdříve provozovaných společností Euronova, později Ahold. 
První prodejna otevřela v roce 1994. Jednalo se o sesterský řetězec supermarketu Mana a posléze hypermarketů Hypernova. Sesam byl na rozdíl od Many provozován v maloměstech a tržně méně atraktivních lokacích. Měl, jako každý diskont, nabídnout levnější zboží prodávané v menších prodejnách.
V roce 2000 byl Sesam nakonec v záměru vytvořit nový řetězec s rozlehlou sítí a jinou obchodní politikou spojen s Manou, aby daly vzniknout novému supermarketu Albert.